# Jaguaré
Jaguaré é um município do estado do Espírito Santo, no Brasil.

## Descrição
Sua população estimada em 2015, segundo o Instituto Brasileiro de Geografia e Estatística, era de 28 644 habitantes. Possui uma área de 659,751 quilômetros quadrados e densidade demográfica de 37,41 habitantes por quilômetro quadrado (2010). Localiza-se no norte do estado, a 202 km (por percurso rodoviário) de Vitória, a capital do estado.
O município limita-se ao norte com São Mateus, a leste com Vila Valério, a oeste com Linhares e ao sul com Sooretama. O clima da região é tropical quente. O relevo é ondulado, com vertentes curtas variando de 100 a 150 metros. A vegetação predominante no local é constituída de fragmentos de Mata Atlântica.
Sua atividade económica se concentra na agricultura principalmente na produção de café conilon 

## História
Até o início do século XX, o norte do estado do Espírito Santo era habitado pelos índios aimorés. Após os índios serem vencidos, uma caravana de agricultores procedentes de Jaciguá se fixou na Ponte do Rio Barra Seca em junho de 1946. A povoação por eles fundada ganhou o nome de Lagoa de Jaguaré ("jaguaré" era o nome de uma espécie de capim que abundava na região). Com o tempo, a lagoa foi desaparecendo, e o povoado passou a ser chamado simplesmente de Jaguaré. Em 1981, a região se separou do município de São Mateus e passou a constituir o município de Jaguaré, que era formado por dois distritosː Jaguaré e Barra Seca. Em 1992, foi agregado um terceiro distrito para o municípioː o de Nossa Senhora de Fátima.

## Política
Prefeitos:
2025 - Marcos Antônio Guerra Wandermurem
2021 - 2024 - Marcos Antônio Guerra Wandermurem
2017 - 2020 - Rogério Feitani
...